# Ode al vento dell'Ovest
(Percy Bysshe Shelley, Ode al vento occidentale)
Ode al vento dell'Ovest (Ode to the West Wind), a volte tradotto come Ode al vento di Ponente oppure Ode al vento occidentale, è un'ode di Percy Bysshe Shelley pubblicata nel 1820.

## Analisi
L'Ode al vento dell'Ovest, come si può ben facilmente dedurre dal titolo, risponde alla forma poetica dell'ode: si tratta di una tipologia di componimento lirico che ha importanti precedenti in Pindaro, Orazio e John Dryden. Questi tre poeti, sebbene vissuti in epoche ben diverse, si sono tutti serviti dell'ode per esprimere e celebrare i propri sentimenti con uno stile elevato e un registro linguistico formale. Shelley decise di conciliare queste caratteristiche con la sensibilità della nascente stagione romantica e con il suo animo anarchico e rivoluzionario.
Dal punto di vista metrico l'Ode al vento dell'Ovest è composto da settanta versi ripartiti in cinque stanze di pentametri giambici in terzine (schema ABA, BCB, CDC, DED, …) con un distico finale a rima baciata. Trasparente, in tal senso, è l'omaggio che Shelley volle fare al metro impiegato da Dante Alighieri nella sua Commedia: l'ode, pur essendo pubblicata nel 1820, fu d'altronde composta nel 1819 nel parco delle Cascine di Firenze, città dove il culto dantesco è mantenuto più vivo. Shelley descrisse la situazione che portò alla gestazione del poema in questi termini:
(Percy Bysshe Shelley)

## Contenutistica
L'Ode al vento dell'Ovest si apre con un'invocazione diretta al vento, fenomeno atmosferico che è al contempo distruttivo e vivificante (destroyer and preserver, v. 14). In un accumulo inesauribile di immagini, Shelley - nelle forme proprie dell'ode - descrive le varie azioni compiute dal vento, «alito dell'autunno» (breath of Autumn's being, v. 1): esso, infatti, spoglia gli alberi delle loro foglie e le trascina via, ma trasporta anche i semi che, dando vita a nuovi germogli, faranno rinascere la Natura con il sopraggiungere della primavera, «risorgendo» dalle loro tombe, ovvero la terra. È in questo senso che Shelley concepisce il vento come un'energica forza spirituale che, pur devastando la Natura, ne perpetua l'esistenza favorendo l'impollinazione. La stanza si conclude con un lapidario «Ascolta!», con il quale Shelley si rivolge al vento con la speranza che accolga le sue richieste e le esaudisca: quest'esclamazione è ripetuta anche nei distici finali delle due strofe successive.

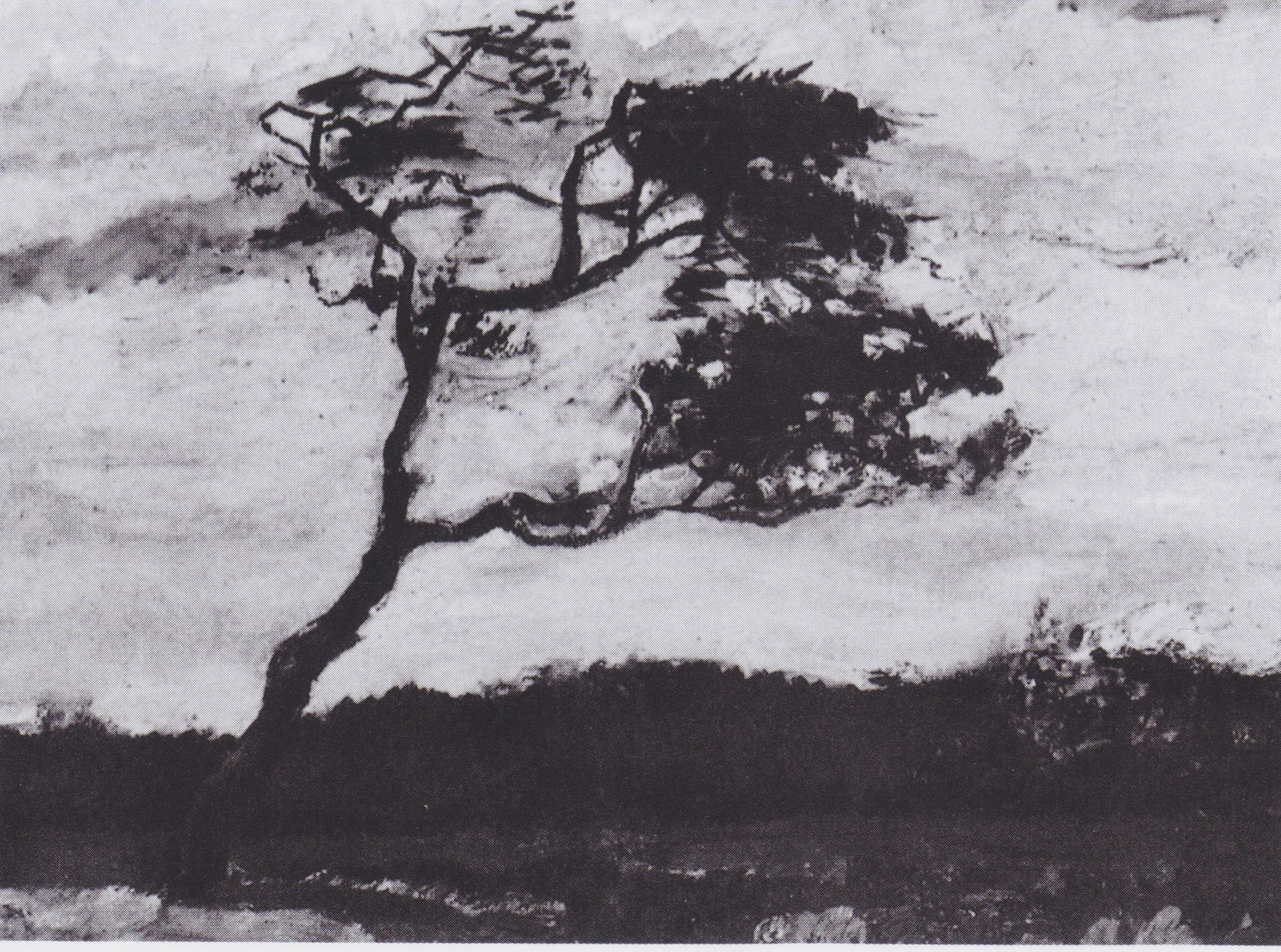
Vincent van Gogh, Albero battuto dal Vento (1883); olio su tela, 35×47 cm

Nella seconda strofa Shelley prosegue la sua invocazione al vento, approfondita qui con una metafora desunta dal repertorio mitologico greco. Il vento, infatti, riflette un'energia impetuosa, irresistibile, che esplode soprattutto nelle nuvole, paragonate dal poeta alla chioma scomposta di una Menade, ovvero di una donna seguace dei riti orgiastici di Dioniso (divinità dell'Olimpo tradizionalmente associata al vino, all'estasi e alla liberazione dei sensi). Il tema della morte, già affrontato nella strofa precedente, qui viene amplificato con il confronto tra le «urla» del vento al «lamento dell’anno che muore». Il vento, in particolare, partecipa direttamente al ciclo di vita e di morte che regola gli accadimenti terrestri, salendo verso il cielo e formando la «cupola di un vasto monumento sepolcrale» che esploderà in una distruzione apocalittica di pioggia, grandine e fuoco.
Sino a qui il componimento presenta una sintassi volutamente disordinata, che quasi vuole imitare il caos apportato dalla potenza del vento. Nella terza strofa, invece, il ritmo rallenta, e diventa più moderato. Shelley, infatti, non si preoccupa più di descrivere la forza del vento e gli effetti devastanti e allo stesso tempo affascinanti che provoca, bensì narra del momento in cui avviene l'incontro col mare. All'inizio il vento risveglia dolcemente il «Mediterraneo azzurro» (blue Mediterranean, v. 30) dalla sua calma trasognata dell'estate, per poi percorrere le «indomiti superfici dell'Atlantico» (Atlantic's level powers, v. 37) mostrandone le selve sottomarine. Con questa descrizione fortemente impressionistica Shelley ci restituisce l'immagine di un vento che, come una forza destinata a durare per lunghissimo tempo, supera lo spazio e si distende nei millenni.
Dopo aver riassunto gli effetti che il vento provoca sulla terra, sul cielo e sul mare, nella quarta strofa Shelley gli confida di sentirsi oppresso da una vita triste, inerte, «prosaica» rispetto al mondo ideale della poesia. Egli, tuttavia, è consapevole di essere «senza paura, e rapido, e orgoglioso» (tameless, and swift, and proud, v. 56), ed è per questo motivo che leva al vento la sua appassionata preghiera, chiedendogli di condividere il suo spirito impetuoso, indomito e trascinante. In questo intimo risveglio di energie vitali, Shelley rivela di voler diventare il vento stesso, perché d'altronde è proprio lui la forza che fa vibrare l'ispirazione poetica. Negli ultimi tre versi Shelley annuncia all'umanità che il vento, come la poesia, è la «tromba della profezia» che desta la terra addormentata dal suo torpore e preannuncia per essa una primavera non lontana.